# Clonfert
Clonfert est un village du comté de Galway en Irlande.

## Géographie
Situé entre Ballinasloe et Portumna, le village donne son nom au diocèse de Clonfert.